# Boris Stepantsev
Boris Pavlovitch Stepantsev (russe : Бори́с Па́влович Степа́нцев), né le 7 décembre 1929 à Moscou et mort le 21 mai 1983 dans la même ville, est un illustrateur ainsi qu'un réalisateur soviétique de films d'animation.
Il est nommé en 1972 artiste émérite de la république socialiste fédérative soviétique de Russie. Il a été directeur artistique du studio Moulttelefilm (Мульттелефильм) ainsi que de l'association créative studio Ekran (1980-1983). Entre 1972 et 1982, il a été vice-président de l'Association internationale du film d'animation et membre du jury du festival de Cannes dans la section « Long métrage d'animation ».

## Filmographie
- 1965 - Vovka dans le Royaume lointain (ru) (Вовка в Тридевятом царстве) [animation, 19 min]
- 1968 - Malych et Karlson (Малыш и Карлсон) [animation, 20 min]
- 1970 - Karlson est de retour (Карлсон вернулся) [animation, 20 min]
- 1973 - Casse-Noisette (Щелкунчик) [animation, 27 min]
- 1971 - Le Violon du pionnier (ru) (Скрипка пионера) [animation, 8 min]